# キャメロン・ハンフリーズ
キャメロン・ハンフリーズ（1998年8月22日 - ）はイングランドのサッカー選手。ポジションはDF。ロザラム・ユナイテッドFC所属。

## 経歴
マンチェスター・シティFCのアカデミー出身で、2015年の夏に16歳ながら監督のマヌエル・ペジェグリーニのもとでトップチームのスカッドに入り、レアル・マドリードとの親善試合でデビューした。同年8月24日にはプロ契約を交わすと、2016年1月30日のFAカップのアストン・ヴィラFC戦でプロデビュー。
しかし、リーグ戦の出場はなくリザーブチームでの起用が主だったため、マンチェスター・シティを退団し2019年にジュピラー・プロ・リーグのSVズルテ・ワレヘムに加入した。
2022年7月、ロザラム・ユナイテッドFCに3年契約で移籍した。

### 代表歴
年代別のイングランド代表に召集され、イングランドU-17代表では14歳でデビューを飾った。